# Hamid Supaat
Hamid Supaat (nascido em 11 de novembro e 1944) é um ex-ciclista malaio. Representou seu país, Malásia, na prova de estrada individual nos Jogos Olímpicos de Verão de 1964 – não conseguiu completar a corrida.